# Barbacoa mongola
La '

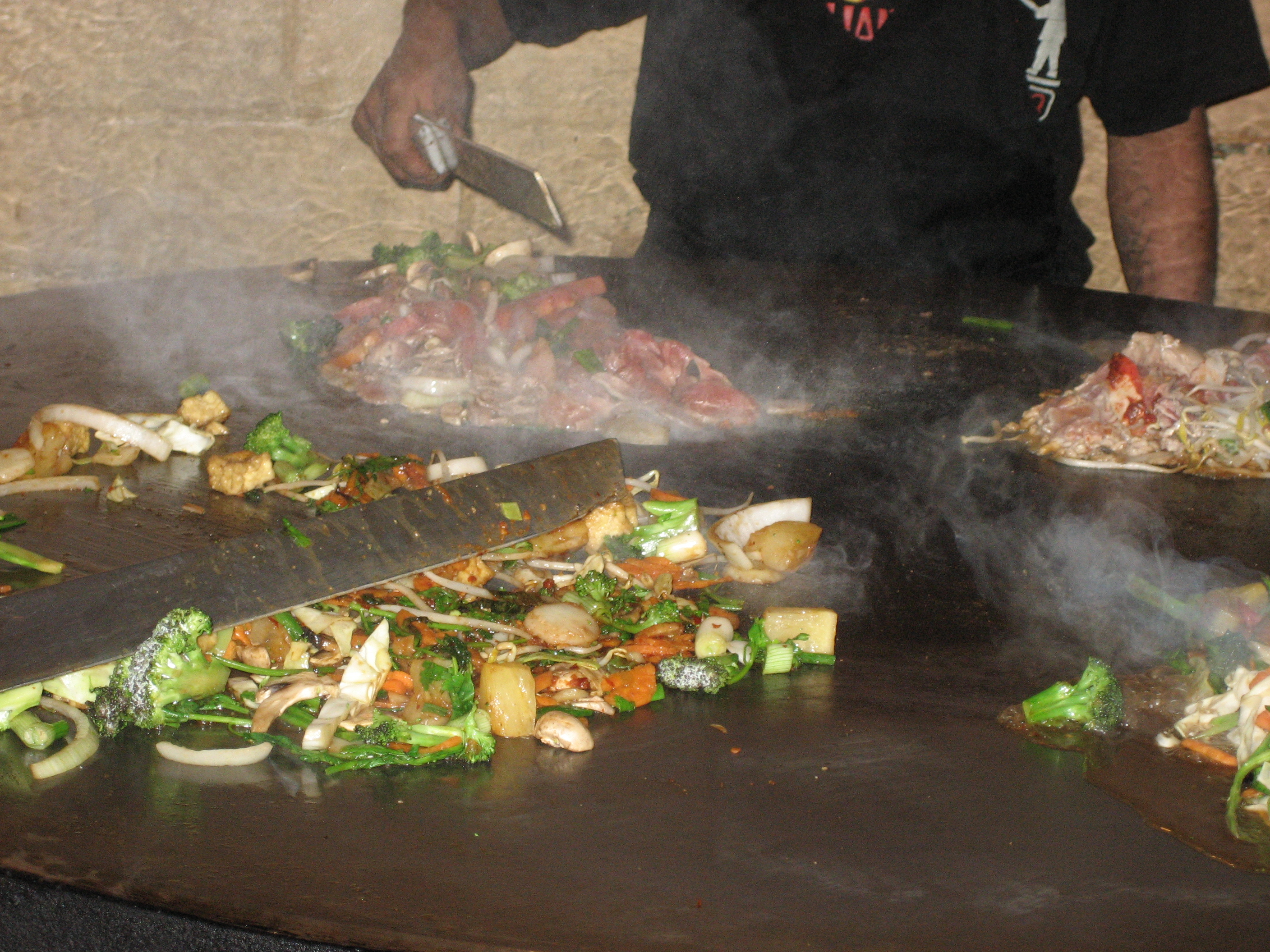
Cocinando en una "barbacoa mongola"

Barbacoa mongola (en chino, 蒙古烤肉; pinyin, Měnggǔ kǎoròu) es un estilo de salteado típico de restaurantes en las que se asan carnes y verduras sobre una plancha de metal, por regla general de tamaño que ronda los 2,5 metros de diámetro y permite el cocinado a temperaturas mayores de 300°C. Se trata de una técnica muy habitual en Taiwán, y que técnicamente no proviene de la cocina mongola ni es una barbacoa.

## Orígenes
La primera barbacoa mongola apareció en la isla de Taiwán a mediados del siglo XX. La preparación en salteado de carnes y verduras al aire libre pudo haber evocado quizá las características más relevantes de la cocina mongola, a pesar de lo cual la preparación se inspira de la cocina japonesa: el estilo teppanyaki que es popular en Taiwán de la misma manera.